# Drslavice (kraj zliński)
Drslavice – gmina w Czechach, w powiecie Uherské Hradiště, w kraju zlińskim. Według danych z dnia 1 stycznia 2012 liczyła 536 mieszkańców.
Zobacz też:
- Drslavice